# Cymodusa leucocera
Cymodusa leucocera är en stekelart som beskrevs av August Holmgren 1859.
Cymodusa leucocera ingår i släktet Cymodusa och familjen brokparasitsteklar. Arten är reproducerande i Sverige. Inga underarter finns listade i Catalogue of Life.